# Batracomorphus itys
Batracomorphus itys är en insektsart som beskrevs av Knight 1983. Batracomorphus itys ingår i släktet Batracomorphus och familjen dvärgstritar. Inga underarter finns listade i Catalogue of Life.